# Società Sportiva Monopoli 1966
La Società Sportiva Monopoli 1966, meglio nota come Monopoli, è una società calcistica italiana con sede nella città di Monopoli. Milita in Serie C, la terza divisione del campionato italiano.
Costituito nel 2010 mediante cambio di denominazione del Liberty Molfetta dopo la mancata iscrizione ai campionati professionistici, è erede della tradizione sportiva iniziata nel 1958 (sebbene la sua data di fondazione venga tradizionalmente postdatata al 1966) e poi transitata attraverso vari soggetti societari.
Il Monopoli ha conosciuto un primo periodo di successi sportivi a cavallo tra gli anni Ottanta e Novanta, quando alternò la militanza nei professionisti tra la Serie C1 e la Serie C2. Un secondo periodo di successi si è avuto tra gli anni duemiladieci e duemilaventi, con dieci partecipazioni consecutive alla Serie C e il raggiungimento del terzo posto nelle stagioni 2019-2020 e 2024-2025.

## Storia

### Gli albori e gli anni sessanta
La società sportiva Rinascente Calcio Monopoli nasce nel 1958 grazie al presidente Mario Tarantino. Si scelse di partire dalla Seconda Divisione, per evitare di incorrere nei vecchi debiti dell'Audace Monopoli, che finì la sua storia per fallimento. La prima iscrizione al campionato costò 90 000 lire e ne viene conservata ancora la ricevuta.
Nel 1966 il club viene rifondato come Associazione Calcio Monopoli, dove trovano posto Giovanni Vacca e Alfredo Palmieri, i fratelli Giliberti, Giovanni Schena, Giacomo e Giovanni Barnaba, Mundo La Penna, Franco Alba, Gino Biasi, Paolo Mitrotti e Giancarlo Vacca. Per allestire la squadra si chiese aiuto a Michele Sinesi, allora allenatore dalla Liberty di Bari. Il primo tesserato fu Enzo Sibilla, a cui seguì il primo acquisto: Lino Brunetti, ex giocatore di Serie A, diverrà poi presidente negli anni in cui il Monopoli, sotto la denominazione di Atletico Monopoli, gareggerà nei campionati regionali di Promozione e Prima Categoria. Attorno a lui nacque così la squadra: Natale Piepoli, Donato Rizzi, Paolino Greco, Roberto Moro, Paolo Leoci, Giacomo Meo, Enzo Gimmi, Sassanelli, Iannone, Consiglio, Polieri, Cavallaro, Cavallo, Zezza e Ricco.
La prima partita con la nuova denominazione si disputò sul campo del Noicattaro il 27 novembre del 1966, caratterizzata da una vittoria per 4-2, con le reti di Polieri, Cavallo, Iannone e Consiglio. Il campionato si concluse con la vittoria dei biancoverdi, che chiusero la stagione con 29 punti sui potenziali 32. Per il campionato di Seconda Categoria la squadra si classificò a pari merito con il Castellaneta. Fu quindi necessario uno spareggio, da giocarsi sul neutro di Brindisi. I tempi regolamentari finirono con il risultato di 0-0, così come i tempi supplementari. Non potendo, ancora, ricorrere ai calci di rigore,  venne utilizzata una monetina, che decretò la sconfitta. L'anno seguente l'A.C. Monopoli vinse il campionato senza subire sconfitte e così salì nel campionato di Promozione.
Anche in questo campionato terminò con una parità di punti in prima posizione, tanto da rendere necessario lo spareggio con il Putignano. L'ennesima gara secca, stavolta si svolse sul neutro di Giovinazzo, ma anche in quel caso fu necessario ricorrere alla monetina. Questa volta il capitano ebbe ragione e fu promozione in Serie D.

### Gli anni settanta
Il seguente campionato si concluse con un dodicesimo posto, così come il campionato ancora successivo. Nel terzo campionato la stagione finì con un settimo posto. Si arrivò poi sesti nel campionato seguente.
L'anno successivo si verificò un cambio di gestione e l'imprenditore Adriano Rivoli, titolare dell'omonimo gruppo industriale, fu nominato presidente. Il nuovo allenatore fu Michele Cappella, gli acquisti più importanti Schipa, Capuano, D'Innocenzo, Abruzzese e Lorusso. Il Monopoli ottenne il terzo posto e l'accesso alla disputa della successiva Coppa Italia. Dato l'inizio del seguente campionato, per la prima volta nella storia dell'A.C. Monopoli fu esonerato l'allenatore Cappella. Venne così assunto Gianni Bonanno che, specie in casa, riuscì ad invertire la rotta, terminando la stagione in quarta posizione e conquistando per la seconda volta consecutiva l'accesso alla Coppa Italia.
Bonanno si trasferì poi alla volta di Nardò e fu sostituito da Michelotti, che in seguito esonerato fece posto al duo Righetti-Minervini. Nel gennaio 1977, al posto di Rivoli, subentra come presidente Petrosillo. Si conclude all'ottavo posto.
Nell'estate del '77 la Lega Semiprofessionisti annuncia la riforma della Serie C, e il Monopoli attrezza una squadra per puntare al salto di categoria. Fu scelto come allenatore Felice Tinelli ed acquistati Faccin, Patat, De Palo, Giovanni Zaccaro, Colangelo, Velluti, Vaccaro e Cataldi. Ma, in seguito ad un andamento altalenante, Tinelli venne sostituito con Giliberti. Nella partita interna contro il Gallipoli, il leccese Orlando fece notare all'arbitro di essere stato colpito con un bastone e così la partita venne tramutata dalla Commissione Disciplinare nel risultato di 0-2 in favore del Gallipoli. Poi la C.A.F., si pronunciò per la ripetizione della partita. Nel frattempo, per l'aggressione ad un arbitro, l'Andria venne radiata dal campionato, permettendo al Monopoli di poter agganciare uno dei 4 posti disponibili per la Serie C2. Tutto si giocò nelle ultime 3 partite, contro la Rosetana, il Gallipoli (ripetizione della gara) e il Manfredonia. Tutte e tre le partite vennero vinte e si finì al quarto posto in classifica ma a pari merito con il Francavilla. Fu quindi necessario un altro spareggio, nella città di Campobasso. Sia i tempi regolamentari che quelli supplementari finirono sul risultato di 0-0. Fu quindi necessario ricorrere, ancora una volta, alla monetina e il capitano monopolitano Dino Lenoci scelse con ragione testa: L'A.C. Monopoli fu così promossa in Serie C2. Molto fitto il calcio-mercato del campionato 1978-79, ma il campionato successivo non fu dei migliori anche per via delle dimissioni dell'allenatore Giliberti, del suo successivo reintegro, e del ritorno in rosa di Pica. Infatti grazie ad un suo gol il Monopoli fu matematicamente salvo.
Nel campionato seguente il Monopoli venne dirottato nel girone delle squadre campane e siciliane. Girone d'andata mediocre, mentre quello di ritorno permise di giungere a una sorta di spareggio-salvezza contro l'Alcamo su campo neutro di Bisceglie per effetto di cui i biancoverdi - grazie a una rete del bomber carovignese Prima - evitarono la retrocessione.

### Gli anni ottanta

Pasquale Bellomo, presidente del Monopoli dal 1986 al 1994: le attenzioni di cui fu oggetto da parte della Gialappa's Band – «dichiarazioni a caldo, strafalcioni, grammatica e analisi logica prese a calci, vocabolario inedito. Una sintesi fra Banfi e Frassica» – contribuirono a far salire Bellomo, e di riflesso la squadra biancoverde, alla ribalta mediatica nazionale nei primi anni 90.

L'anno successivo vi fu un ulteriore cambio di proprietà con il presidente Alfredo Palmieri, erede della nobile famiglia monopolitana dei Palmieri. Come allenatore fu scelto Angelo Mammì, che raggiunse la squadra già in ritiro a Melfi. Ma, dopo un campionato leggendario, il Monopoli, sul neutro di Brindisi contro il Casarano giocò l'ennesimo spareggio mancando la promozione in Serie C1. Per effetto di una rete di Cau, fu proprio il Casarano a vincere ed approdare in C1. In seguito si registrarono le partenze di Mammì verso Torre del Greco e di Dino Lenoci verso Messina.
Nel campionato seguente la squadra venne affidata a Lombardi, il quale, dopo poche giornate fu sostituito da Cappella, prelevato dalle giovanili, che dapprima condusse il Monopoli fino alla zona promozione, ma successivamente riuscì a salvarsi solo all'ultima giornata grazie al pareggio a Capo d'Orlando. Ancora un cambio a livello societario, la squadra venne acquistata da Lavermicocca e Laruccia.
Nel 1983, il presidente divenne a tutti gli effetti Laruccia che portò il Monopoli in C1 grazie alla storica promozione, che però dovette lasciare la guida della società per problemi famigliari. Venne richiamato Angelo Mammì successivamente sostituito ancora una volta da Michele Cappella. Il campionato si concluse al quarto posto e la Serie C1 mancata d'un soffio; la promozione nella "Terza serie" fu rimandata al successivo campionato (1983/84), con l'arrivo di Mario Russo alla guida della squadra. Il Monopoli partecipò a otto campionati di Serie C1 consecutivi, con piazzamenti che permisero la qualificazione alla Coppa Italia di Serie A e B, con i tecnici: 
Mario Russo, Gianni Balugani e Franco Vannini e sempre il direttore sportivo Giovanni Manzari.

### Gli anni novanta
Dal 1988 al 1992, si alternarono altri tecnici alla guida del Monopoli ossia: Aldo Sensibile, Nicola Chiricallo, Giuseppe Papadopulo, Giorgio Campagna, e brevi apparizioni del compianto Giorgio Sereni (nell'autunno 1988), e Franco Liguori (1991-1992).
Gli anni successivi furono caratterizzati da due discrete partecipazioni al campionato di Serie C2, nell'era del presidente Pasquale Bellomo, l'era della mancata iscrizione avvenuta nell'estate del 1994. Si chiudevano così 68 anni di storia di calcio cittadino, quel Monopoli che era partito dalle serie inferiori, che era riuscito a conquistare la C1 e più volte a sfiorare la Serie B.
Si dovranno attendere altri dodici anni prima di rivedere il calcio professionistico.
Nel 1996 venne fondata (dalla Linos Monopoli) un'associazione calcistica che assunse il nome di Atletico Monopoli, acquisendo il titolo dell'U.S. Pezze di Greco, frazione della vicina Fasano.
Partecipò al campionato di Promozione Puglia nelle stagioni 1996-1997, 1997-1998 e 1998-1999, quest'ultima vede l'Atletico retrocedere e non iscriversi al campionato successivo di Prima Categoria, dopo uno spareggio disputato ad Ostuni.

### Gli anni duemila
I fratelli Ladisa hanno trasferito il titolo sportivo della Virtus Locorotondo. Prima nelle serie dilettantistiche, inizialmente col proposito di chiamarla Audace Calcio Monopoli, poi come Associazione Calcio Monopoli S.r.l, che, di li a poco venne promossa in serie C2. Nell'estate 2010 la squadra non viene iscritta al campionato di Lega Pro 2ª Divisione.
Nell'estate del 2003 viene presentata la nuova dirigenza che iscrive la squadra al campionato di Eccellenza Puglia 2003-2004. I fratelli Ladisa, imprenditori di Bari, e proprietari della Virtus Locorotondo, trasferiscono il titolo sportivo dalla cittadina della Valle d'Itria alla città adriatica. Il campionato si apre col derby di "Egnathia" tra Fasano e Monopoli. A fine stagione l'A.C. Monopoli chiude il campionato al quinto posto.
L'anno successivo l'A.C. Monopoli si aggiudicò il campionato totalizzando 102 punti, seguita dal Brindisi con 98.
Dal campionato 2006-2007 l'A.C. Monopoli milita nuovamente nel campionato professionistico di C2. Nel campionato precedente 2005-2006 aveva raggiunto il secondo posto in classifica dietro la Paganese, ma vincendo i play-off della Serie D, ottenne la promozione tra i professionisti battendo nell'ordine il Brindisi 2-1 e il Sibilla Cuma 1-0 che militavano nello stesso girone dei bianco-verdi, quindi vinsero il triangolare nr.2 contro Vibonese (2-2) e Sambonifacese (2-0). Promossi in semifinale batterono prima l'Orbassano (1-0 e 4-1), quindi sconfissero nella finale di Lanciano il Celano 5-2.
Dopo la mostrata volontà da parte della famiglia Ladisa di non ricoprire più alcun ruolo all'interno dell'organigramma societario, la squadra ha rischiato di non potersi iscrivere al campionato di Seconda Divisione (Serie C2) nella stagione 2008-2009. Tuttavia, dopo l'interessamento del Comune di Monopoli la società, che rimarrà di proprietà dei Ladisa, prenderà parte al successivo campionato di Seconda Divisione. Ciò non si ripete nel 2010 quando i Ladisa, prima rassicurano i tifosi riguardo all'iscrizione al campionato seguente, poi, l'ultimo giorno disponibile per l'iscrizione, comunicano alla città di non iscrivere la squadra al campionato. Il 21 luglio la FIGC comunica lo svincolo d’autorità dei calciatori tesserati in seguito alla mancata presentazione della domanda di iscrizione al campionato.
La dirigenza iscrive la squadra al Campionato di Terza Categoria e disputa le partite casalinghe ai Campi Alternativi, nel Quartiere S. Francesco da Paola di Monopoli.

### Gli anni duemiladieci

Lo stemma del Monopoli usato fino al fallimento del 2010

Dal 2010 a rappresentare la città in ambito calcistico è l'A.S. Liberty, che milita in Eccellenza Puglia, titolo acquisito in prestito dall'A.S.D. Liberty di Bari (nella precedente stagione disputava gli incontri sul campo di Molfetta), del quale divenne presidente onorario Vito Laruccia, già presidente del Monopoli negli anni 80. Nel primo campionato della sua storia il Liberty Monopoli si piazza al sesto posto, non riuscendo a qualificarsi per i play-off. Nella stagione ha conquistato la Coppa Italia Puglia.
Sul fronte Coppa Italia, la squadra dopo essere approdata in semifinale, viene battuta in casa dal Marino per 3-0. Il ritorno in campo laziale vedrà i monopolitani imporsi per 3-1, risultato che segna l'eliminazione dal torneo.
La stagione successiva vince il campionato di Eccellenza Puglia 2011-2012 accedendo così in serie D. Con l'approdo nella massima competizione dilettantistica regionale che disputerà nella stagione 2012-2013 la società cambia la denominazione in Società Sportiva Monospolis, in onore dell'antico nome greco della città pugliese.
Nel mese di agosto 2014 il sodalizio assume la denominazione di S.S. Monopoli 1966. Nell'annata 2014-2015 la squadra pugliese si aggiudica la Coppa Italia Serie D battendo per 2-1 la Correggese. Il 10 giugno successivo, battendo per 2-0 il Fano nella semifinale dei play-off di Serie D, ottiene la qualificazione alla finale contro il Sestri Levante. Nella gara giocata a Foligno, saranno i liguri ad avere la meglio, vincendo per 1-0.
Il 31 agosto, con lo scandalo del calcioscommesse che investe il calcio italiano nella stagione 2014-2015, con le conseguenti retrocessioni di alcune società in Serie D, il Monopoli è riammesso in Lega Pro, tornando così nel professionismo a distanza di un lustro.
Nel 2015-2016 il Monopoli si piazza quattordicesimo e ottiene la salvezza prevalendo nel play-out contro l'Ischia Isolaverde (vittoria per 3-0 in trasferta e sconfitta per 1-2 in casa), mentre nel 2016-2017 si piazza quindicesimo. Nel 2017-2018 la squadra biancoverde, che nella prima parte della stagione guida la graduatoria, conclude sesta, ottenendo l'accesso alla prima fase dei play-off per la promozione in Serie B; sarà sconfitta in casa (0-1) dai corregionali della Virtus Francavilla ed eliminata. Nel 2018-2019 la squadra di Scienza ottiene l'ottavo posto nel gruppo C della Serie C, accedendo ai play-off, dove esce al primo turno pareggiando sul campo della Reggina (1-1). La stagione 2019-2020, quella del primo derby in gare ufficiali contro il Bari, viene conclusa al terzo posto e con l'eliminazione al primo turno dei play-off nazionali ad opera della Ternana.

### Gli anni duemilaventi
La stagione 2020-21 si conclude con l'undicesimo posto in campionato nel girone C e senza l'accesso ai play-off. A fine stagione, il tecnico Giuseppe Scienza passa alla Pro Vercelli (militante nel girone A della Serie C) dopo essere diventato l'allenatore con il maggior numero di presenze di tutti i tempi nella storia del Monopoli ed avere così legato indissolubilmente il proprio nome al sodalizio biancoverde. Il campionato 2021-22 vede l'arrivo in panchina di Alberto Colombo, in una stagione che riserva altre buone prestazioni (quinto posto in classifica nel girone C ed eliminazione al secondo turno dei play-off nazionali ad opera del Catanzaro, dopo avere battuto al primo turno il Cesena). La stagione 2022-2023 si rivela travagliata, con ben tre allenatori: Giuseppe Laterza, Pippo Pancaro e, ad interim, Giacomo Ferrari, secondo di Pancaro. La stagione si conclude al 2º turno dei playoff. In seguito verrà assunto Francesco Tomei.
Il tecnico verrà esonerato alla 18ª giornata dopo una sconfitta in casa per 0-3 col Crotone, e sarà sostituito da Gigi Anaclerio per una giornata, a cui farà seguito Roberto Taurino. Nella stagione successiva, Taurino risolve consensualmente e si lega al Gubbio, mentre il Monopoli sceglie Alberto Colombo, che ritorna così ad allenare il Gabbiano dopo due stagioni. Sotto la guida del tecnico lombardo, il Monopoli bissa il raggiungimento del terzo posto nella regular season come nella stagione 2019-2020 ma, come in quella stagione, viene eliminato al primo turno dei play-off nazionali, questa volta ad opera della Giana Erminio.

## Colori e simboli
La divisa classica del Monopoli è bianco-verde, mentre il simbolo del club è il gabbiano. Per il cinquantesimo anno di vita del club, la maglia casalinga riporta un numero "50" verde chiaro in basso a destra, e su tutte e tre le divise (casalinga, da trasferta e terza uniforme) compare sul logo del club il numero 50.
| Casalinga 50º anniversario | Trasferta 50º anniversario | Terza 50º anniversario |

## Strutture

### Centro di allenamento
Il Monopoli svolge le proprie sedute di allenamento presso lo Stadio Vito Simone Veneziani, sede degli incontri casalinghi di campionato. I pugliesi si allenano anche presso le strutture del centro sportivo "Tommaso Carrieri", il cui utilizzo è stato concesso dal comune nel dicembre 2015 per sopperire all'impossibilità di utilizzo del campo in terra battuta attiguo allo stadio Veneziani. La società biancoverde, considerata la carenza di strutture sportive in città, talvolta svolge i propri allenamenti presso centri sportivi ubicati nei comuni limitrofi.

## Società
La società ha sede in Via Palmiro Togliatti nº23 c/o Stadio Vito Simone Veneziani a Monopoli.

### Sponsor
| Cronologia degli sponsor tecnici - 1980-1981 ... - 1982-1983 Adidas - 1983-1984 Puma - 1984-1986 If - 1990-1991 Abm - 2003-2005 Danese - 2005-2006 Legea - 2006-2007 Macron - 2007-2010 Joma - 2010-2011 Danese - 2011-2014 Erreà - 2014- Joma | Cronologia degli sponsor ufficiali - 1980-1983 ... - 1983-1985 Rio Ceramiche - 1985-1986 ... - 1986-1987 Il Baricentro - 1987-1991 ... - 1991-1992 Italmec - 1992-2003 ... - 2003-2005 Lombardi Ecologia - 2005-2012 ... - 2012-2013 Reca Salumi - 2013-2014 Graffio - 2014-2015 Snidar, Corvino Resort - 2015-2016 Snidar, Graffio - 2016-2017 Millionaire - 2017-2018 Millionaire, Antenna Sud - 2018-2019 ... - 2019-2021 Autoservice Cocozza, KlimaItalia, Misura S.r.l. - 2021-2022 Autoservice Cocozza, Misura Gas & Luce, EBC Pallet, Pallex, Utensiltec - 2022-2023 Green Link, Callea, EBC Pallet, Pallex, Lapietra Giardini, PrimoPrezzo - 2023-2024 Green Link, Ecosud Ricicli, Roda, PrimoPrezzo, Daikin - 2024-2025 M2G, Autoservice Cocozza, Roda, Zincomet, PrimoPrezzo |

### Settore giovanile
Il settore giovanile del Monopoli è formato dalle formazioni: Juniores, Allievi, Giovanissimi. Nella affiliata A S.D. Monospolis, troviamo i giovanissimi, gli esordienti, i primi calci e i piccoli amici.

## Allenatori e presidenti
- 1958-1976 ...
- 1976-1977  Giovanni Bonanno
- 1977-1978 ...
- 1978-1979  Roberto Giliberti
 Luigi Menti
 Roberto Giliberti
- 1979-1980  Roberto Giliberti
 Gianfranco Zeli
- 1980-1981  Angelo Mammì
- 1981-1982  Paolo Lombardo
 Michele Cappella
- 1982-1983  Angelo Mammì
 Michele Cappella
- 1983-1985  Mario Russo
- 1985-1986  Mario Colautti
- 1986-1987  Gianni Balugani
- 1987-1988  Franco Vannini
- 1988-1989  Aldo Sensibile
 Giorgio Sereni
 Aldo Sensibile
- 1989-1990  Nicola Chiricallo
 Giuseppe Papadopulo
- 1990-1991  Giuseppe Papadopulo
- 1991-1992  Giorgio Campagna
 Francesco Liguori
- 1992-1993  Giuseppe Raffaele
 Franco Vannini
- 1993-1994  Gabriele Geretto
- 1994-2003 ...
- 2003-2004  Giovanni Loseto
 Nicola Ragno
- 2004-2005  Nicola Ragno
- 2005-2006  Nicola Ragno
 Giuseppe Giusto
- 2006-2007  Leonardo Bitetto
- 2007-2008  Sauro Trillini
 Arcangelo Sciannimanico
 Sauro Trillini
 Giovani Sasanelli
- 2008-2009  Gabriele Geretto (1ª-28ª)
 Luigi De Rosa (29ª-34ª)
- 2009-2010  Davide Pellegrini (1ª-12ª)
 Marcello Chiricallo (13ª-34ª)
- 2010-2011  Nicola Ragno
- 2011-2013  Claudio De Luca
- 2013-2014  Elio Cocco Guarini
- 2014-2015  Francesco Passiatore
- 2015-2016  Massimiliano Tangorra (1ª-29ª)
 Salvo Fulvio D'Adderio (30ª-34ª e play-out)
- 2016-2017  Diego Zanin (1ª-25ª)
 Giovanni Bucaro (26ª-33ª)
 Diego Zanin (34ª-38ª)
- 2017-2018  Massimiliano Tangorra (1ª-20ª)
 Giuseppe Scienza (21ª-38ª e play-off)
- 2018-2019  Giuseppe Scienza
- 2019-2020  Giorgio Roselli (1ª-2ª)
 Giuseppe Scienza (3ª-30ª e play-off)
- 2020-2021  Giuseppe Scienza
- 2021-2022  Alberto Colombo
- 2022-2023  Giuseppe Laterza (1ª-9ª)
 Giuseppe Pancaro (10ª-33ª)
 Giacomo Ferrari (34ª-38ª e play-off)
- 2023-2024  Francesco Tomei (1ª-18ª)
 Luigi Anaclerio (19ª)
 Roberto Taurino (20ª-38ª e play-out)
- 2024-2025  Alberto Colombo

- 1958-? ...
- ?-1979  Nicola Petrosillo
- 1979-1982  Alfredo Palmieri
- 1982-1984  Donato Lavermiccola
- 1984-1985  Vitantonio Laruccia
- 1985-1986  Vincenzo Giannotti
- 1986-1994  Pasquale Bellomo
- 1994-2006 ...
- 2006-2008  Domenico Ladisa
- 2008-2009  Vito Ladisa
- 2009-2010  Floriana Ladisa
- 2010-2013  Sergio Fanizzi
- 2013-2018  Enzo Mastronardi
- 2018-2022  Onofrio Lopez
- 2022-  Francesco Rossiello

## Palmarès

### Competizioni nazionali
- Coppa Italia Serie D: 1

2014-2015

### Competizioni regionali
- Eccellenza: 2

2004-2005, 2011-2012
- Coppa Italia Dilettanti Puglia: 1

2010-2011
- Prima Categoria: 2

1969-1970 (girone A, Puglia), 1995-1996
- Seconda Categoria: 1

1968-1969
- Coppa Puglia Seconda Categoria: 1

1968-1969

### Competizioni giovanili
- Campionato Primavera 3: 1

2021-2022 (girone C)

## Statistiche e record

### Partecipazione ai campionati
| Livello | Categoria                  | Partecipazioni | Debutto   | Ultima stagione | Totale |
| ------- | -------------------------- | -------------- | --------- | --------------- | ------ |
| 3º      | Serie C1                   | 8              | 1984-1985 | 1991-1992       | 19     |
| 3º      | Lega Pro                   | 2              | 2015-2016 | 2016-2017       | 19     |
| 3º      | Serie C                    | 9              | 2017-2018 | 2025-2026       | 19     |
| 4º      | Serie C2                   | 10             | 1978-1979 | 2007-2008       | 22     |
| 4º      | Lega Pro Seconda Divisione | 2              | 2008-2009 | 2009-2010       | 22     |
| 4º      | Serie D                    | 10             | 1970-1971 | 2014-2015       | 22     |
| 5º      | Serie D                    | 3              | 2005-2006 | 2013-2014       | 3      |

### Partecipazione alle coppe
| Competizione                    | Partecipazioni | Debutto   | Ultima stagione | Totale |
| ------------------------------- | -------------- | --------- | --------------- | ------ |
| Coppa Italia                    | 6              | 1985-1986 | 2020-2021       | 6      |
| Coppa Italia Semiprofessionisti | 5              | 1975-1976 | 1980-1981       | 30     |
| Coppa Italia Serie C            | 22             | 1981-1982 | 2024-2025       | 30     |
| Coppa Italia Lega Pro           | 3              | 2008-2009 | 2016-2017       | 30     |
| Coppa Italia Serie D            | 4              | 2005-2006 | 2015-2016       | 4      |
| Coppa Italia Dilettanti         | 1              | 2010-2011 | 2010-2011       | 1      |

## Tifoseria

### Storia
Gli ultras del Monopoli, nelle gare casalinghe, sostengono la squadra dalla Curva Nord dello stadio Vito Simone Veneziani. Il movimento ultras nasce negli anni settanta con i fedelissimi club "la forbice" primo a nascere tra i vari gruppi, fra i primi ad usare il termine ultras nel sud Italia nel 1973. Successivamente diventeranno ultras Squalos, ma il movimento si affermerà a partire dall'anno successivo, quando in curva verrà esposto per la prima volta lo striscione degli Army Korps, nel 1980, affiancato da quello dei Bad Boys nella seconda parte della stagione calcistica 1986-1987, degli Ultras Monopoli nel 1993 e dai Cani Sciolti Monopoli nel 2011.

### Gemellaggi e rivalità
Le rivalità storiche, datate anni '80, sono con il Brindisi con i quali si affrontano nel "derby dei record", chiamato così per la stagione di Eccellenza Puglia 2004-2005 dove Monopoli e Brindisi terminarono rispettivamente con 102 e 98 punti in classifica. Con la tifoseria della Fidelis Andria e di conseguenza con i loro gemellati del Barletta, anch'esse nate negli anni '80.
Altra rivalità per gli ultras del gabbiano è con il Taranto, mentre rivalità minori sono con Casarano, Martina Franca,FrancavillaFontana,Cosenza, Cavese, Nocerina, Juve Stabia, Benevento, Potenza, Bisceglie. 
Non sono buoni i rapporti anche con la tifoseria di Cerignola proprio a causa del loro gemellaggio con i barlettani.
I principali gemellaggi della tifoseria monopolitana sono stati con la tifoseria della Salernitana, interrotto all’inizio del 2023 con un comunicato della curva granata, anche se permane rispetto, e con quella del Chieti, rapporto invece terminato nel 2021.
In passato durevoli amicizie si sono avute con la tifoseria del Trani e prima ancora (fino agli inizi anni 2000) con il Fasano, con il quale permane un rapporto di reciproco rispetto e sportività anche per la condivisione di alcune aree territoriali. Altre amicizie sono con le tifoserie di Melfi, Norimberga, La Louvière,Heracles Almelo,Ribera e infine con il gruppo Sud 1996 del Napoli. Inoltre c'è un rapporto di rispetto reciproco di recente nascita con la tifoseria della Turris e da più tempo con Catania (questo nato dapprima con l'ex gradinata Est); sempre in Sicilia, c'è un rapporto di amicizia anche con la tifoseria del Messina.

## Organico

### Rosa 2025-2026
Di seguito è riportata la rosa della Monopoli.
| N. |                    | Ruolo | Calciatore          |
| -- | ------------------ | ----- | ------------------- |
| 1  | Italia (bandiera)  | P     | Mirko Albertazzi    |
| 4  | Italia (bandiera)  | D     | Nicola Bizzotto     |
| 7  | Italia (bandiera)  | C     | Marcello Falzerano  |
| 8  | Italia (bandiera)  | C     | Cristian Battocchio |
| 9  | Italia (bandiera)  | A     | Salvatore Longo     |
| 11 | Senegal (bandiera) | A     | Maguette Fall       |
| 12 | Italia (bandiera)  | P     | Daniele Cucinotta   |
| 15 | Italia (bandiera)  | C     | Jean Freddi Greco   |
| 16 | Italia (bandiera)  | D     | Bruno Valenti       |
| 17 | Italia (bandiera)  | A     | Mattia Tirelli      |
| 21 | Italia (bandiera)  | A     | Emanuele Scipioni   |
| 22 | Italia (bandiera)  | P     | Edoardo Piana       |
| 23 | Italia (bandiera)  | C     | Simone Calvano      |
| 33 | Italia (bandiera)  | D     | Diego Rossi         |

| N. |                    | Ruolo | Calciatore                   |
| -- | ------------------ | ----- | ---------------------------- |
| 34 | Italia (bandiera)  | D     | Diego Ronco                  |
| 35 | Italia (bandiera)  | D     | Stefano Piccinini            |
| 37 | Italia (bandiera)  | C     | Lorenzo Bordo                |
| 72 | Italia (bandiera)  | A     | Luca Lattanzi                |
| 77 | Italia (bandiera)  | C     | Orlando Viteritti (capitano) |
| 98 | Italia (bandiera)  | A     | Nicolò Bruschi               |
| 99 | Italia (bandiera)  | C     | Antonio Imputato             |
|    | Italia (bandiera)  | D     | Antony Angileri              |
|    | Italia (bandiera)  | D     | Renato Cascella              |
|    | Italia (bandiera)  | D     | Emanuele Di Santo            |
|    | Italia (bandiera)  | D     | Mirko Miceli                 |
|    | Italia (bandiera)  | C     | Danilo Bulevardi             |
|    | Senegal (bandiera) | A     | Youssouph Cheikh Sylla       |
|    | Ghana (bandiera)   | A     | Philip Yeboah                |

### Staff tecnico
Di seguito lo staff tecnico tratto dal sito internet ufficiale della società.
- Roberto Taurino - Allenatore
- Luigi Anaclerio - Vice Allenatore
- Pietro Sportillo - Collaboratore tecnico
- Leo Marasciulo - Match analyst
- Paolo Rizzo - Preparatore atletico
- Francesco Monaco - Preparatore dei portieri
- Pasquale Esposito - Talent Scout
- Lorenzo Moretti - Medico
- Claudio Lenoci - Recupero infortunati
- Elia Donadeo - Fisioterapista
- Gianni Gallo - Fisioterapista